# Lavarand
Lavarand firmy Silicon Graphics je název pro hardwarový generátor náhodných čísel, fungující na základě snímků plovoucího materiálu v lávové lampě, následné extrakci náhodných dat z těchto obrázků a použití výsledků na generátor pseudonáhodných čísel.  Ačkoli druhá část číselného generátoru používá pseudonáhodných generátor náhodných čísel, jedná se o "pravý" generátor náhodných čísel, neboť se zde stále využívá nahodilosti.
Princip zařízení je zachycen v US Patent 5,732,138 s názvem "Method for seeding a pseudo-random number generator with a cryptographic hash of a digitization of a chaotic system.".
V letech 1997 až 2001 byly funkční webové stránky http://lavarand.sgi.com/ Archivováno 14. 7. 2013 na Wayback Machine., na nichž byla tato technika demonstrována. Landon Curt Noll, jeden z autorů, odešel pomáhat s vývojem LavaRnd, který lávovou lampu nevyužívá. I přes krátký život lavarand.sgi.com se často uvádí jako příklad on-line zdroje náhodných čísel.